# Alfrēds Kalniņš

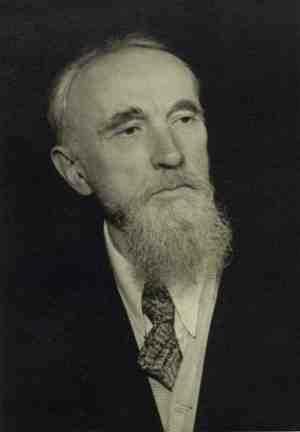
Alfrēds Kalniņš

Alfrēds Kalniņš (* 11. August 1879 in Cēsis; † 23. Dezember 1951 in Riga) war ein lettischer Komponist, Organist, Dirigent, Musikkritiker, Pianist und Pädagoge.

## Leben und Werk
Alfrēds Kalniņš studierte an der Schule der Tonkunst in Riga und (von 1897 bis 1901) am Sankt Petersburger Konservatorium bei Anatoli Ljadow (Komposition) und Louis Homilius (Orgel). Von 1903 bis 1911 war er Organist und Musiklehrer in Pärnu (Estland), 1911–1915 und 1918–1919 in Liepāja und 1915–1918 in Tartu. Als Organist an der St. Anna-Kirche in Liepāja initiierte er eine umfassende Renovierung und Modernisierung der dortigen Orgel für den Konzertgebrauch, die die drittgrößte Orgel Lettlands ist. In den Zwanziger Jahren entwickelte Kalniņš eine rege Konzerttätigkeit in verschiedenen Rigaer Kirchen, sowohl als Interpret eines umfangreichen Repertoires als auch als Improvisator. Von 1927 bis 1933 lebte er in den USA, wo er von 1928 bis 1933 Organist an der Christ Church Lutheran in Manhattan, New York war. Nach seiner Rückkehr nach Lettland war er von 1933 bis 1945 Organist am Dom zu Riga und, von 1944 bis 1948, Rektor des Lettischen Konservatoriums in Riga.
Kalniņš komponierte etwa 900 Werke in verschiedenen Genres, darunter zwei Opern, ein Ballett, eine Orchestersuite, sechs Kantaten, Chormusik, Orgel- und Klavierstücke. Am bekanntesten wurde seine Oper in vier Akten, Baņuta (1920), die als erste lettische Oper gilt. Kalniņš’ zwischen 1900 und 1949 komponierte 250 Kunstlieder sind Bestandteil des „Lettischen Kulturkanons“.
2022 erschienen sämtliche Orgelwerke von Alfrēds Kalniņš sowohl in einer Druckausgabe als auch auf einer CD-Einspielung. Herausgeber und Interpret ist der Rigaer Domorganist Aigars Reinis.
Alfrēds Kalniņš’ Sohn Jānis Kalniņš (1904–2000) war ebenfalls ein profilierter Komponist, Dirigent und Organist, der von 1948 bis zu seinem Tode in Kanada lebte.

## Kompositionen für Orgel
- Phantasie (1901)
- Pastorale Nr. 1 (1913)
- Introduzione et Allegro (1928)
- Cloister Idyll (1928)
- Scherzo (1928)
- Christmas Cradle Song (1928)
- Wedding March (1936)
- Procession (1937)
- Variations on a Theme by Jānis Kalniņš (1938)
- Agitato (1938)
- On Saturday's Eve (1939)
- A Solemn Introduction from the Opera "Baņuta" (1920/1939)
- Funeral March from the Opera "Baņuta" (1920/1939)
- Prelude (1941)
- Pastorale Nr. 2 (1943)
- Variations on a Theme by Jāzeps Vītols (1949)
- Hymn to My Homeland (1908–1911)

## Edition
- Alfrēds Kalniņš: Ērģeļmūyika / Organ Music, hrsg. v. Aigars Reinis. Riga (Lettland): Musica Baltica, 2022, ISMN 979-0-2650-3046-1.

## Einspielung
- Alfrēds Kalniņš: Organ Music. Aigars Reinis/Walcker-Orgel im Dom zu Riga. 2 CDs. Riga (Lettland): Skani, 2022.